# Памятник Ломоносову (Санкт-Петербург, площадь Ломоносова)
Памятник М. В. Ломоносову установлен на площади Ломоносова у набережной реки Фонтанки в Центральном районе Санкт-Петербурга.

## История
В марте 1890 г. Санкт-Петербургская Городская Дума постановила решила установить памятник М. В. Ломоносову в сквере на набережной Фонтанки у Чернышёва моста. Автором памятника выступил русский скульптор и академик Пармен Петрович Забелло, которого порекомендовал гласный Санкт-Петербургской городской думы, известный архитектор Николай Леонтьевич Бенуа. Проект постамента памятника разработал архитектор Антонин Сергеевич Лыткин.
Бюст Ломоносова и барельефы на постаменте были отлиты на бронзолитейном заводе А. Морана. Сам постамент был создан в мастерской скульптора К. О. Гвиди из серого гранита, основание — из красного пютерлахского гранита. Лицевая часть постамента украшена барельефом, который изображает читающего сельского мальчика — это образ Ломоносова в детстве.
Проект надписей на постаменте разработал гласный Городской Думы И. И. Домонтович. Надпись на лицевой части постамента гласит:
МИХАИЛЪ ВАСИЛЬЕВИЧЪ

ЛОМОНОСОВЪ
РОДИЛСЯ БЛИЗЪ Г. ХОЛМОГОРЪ

ВЪ 1711 ГОДУ

СКОНЧАЛСЯ В С. ПЕТЕРБУРГѣ

4 АПРЕЛЯ 1765 ГОДА
На обратной стороне постамента выбиты стихи А. С. Пушкина:
Неводъ рыбакъ разстилалъ

ЛОМОНОСОВЪ
по брегу студенаго моря

Мальчикъ отцу помогалъ

Отрокъ, оставь рыбака

Мрежи иныя тебя ожидаютъ

иныя заботы

Будешь умы уловлять

будешь помощникъ Царямъ!
Пушкинъ
Воздвигнутъ въ 1892 году

Петербургскимъ городскімъ

Общественнымъ Управленіемъ
Высота бронзового бюста составляет 1,45 м, высота постамента — 2,75 м.
Памятник был открыт 24 сентября 1892 г. В начале 2000-х гг. памятник был отреставрирован и установлен на прежнее место 31 октября 2002 г.